# 斯文·迈因哈特
斯文·迈因哈特（德語：Sven Meinhardt，1971年9月28日—），德国男子曲棍球运动员。他曾代表德国参加1992年和1996年夏季奥林匹克运动会曲棍球比赛，其中1992年奥运会获得一枚金牌。